# Rumaitha Al Busaidi
Rumaitha Al Busaidi é uma ativista das mudanças climáticas de Omã, ativista dos direitos das mulheres, apresentadora de rádio, cientista marinha, empreendedora e jogadora de futebol. Ela é considerada a primeira mulher analista de futebol no mundo árabe e também se tornou a mais jovem mulher de Omã a cruzar o Pólo Sul. Ela também é amplamente considerada como uma das personalidades proeminentes do rádio em Omã.